# Le Paradis d'un fou
« Fool's Paradise » redirige ici.  Pour le film de 2023, voir Fool's Paradise (film, 2023).
Pour plus de détails, voir Fiche technique et Distribution.
Le Paradis d'un fou (Fool's Paradise) est un film américain réalisé par Cecil B. DeMille et sorti en 1921. Il s'agit d'une adaptation de la nouvelle Laurels and the Lady de Leonard Merrick.

## Synopsis
Une jeune danseuse va s'occuper d'un homme atteint de cécité en lui faisant croire qu'elle est une femme qu'il a connu avant la guerre...

## Fiche technique
- Titre original : Fool's Paradise
- Réalisation : Cecil B. DeMille

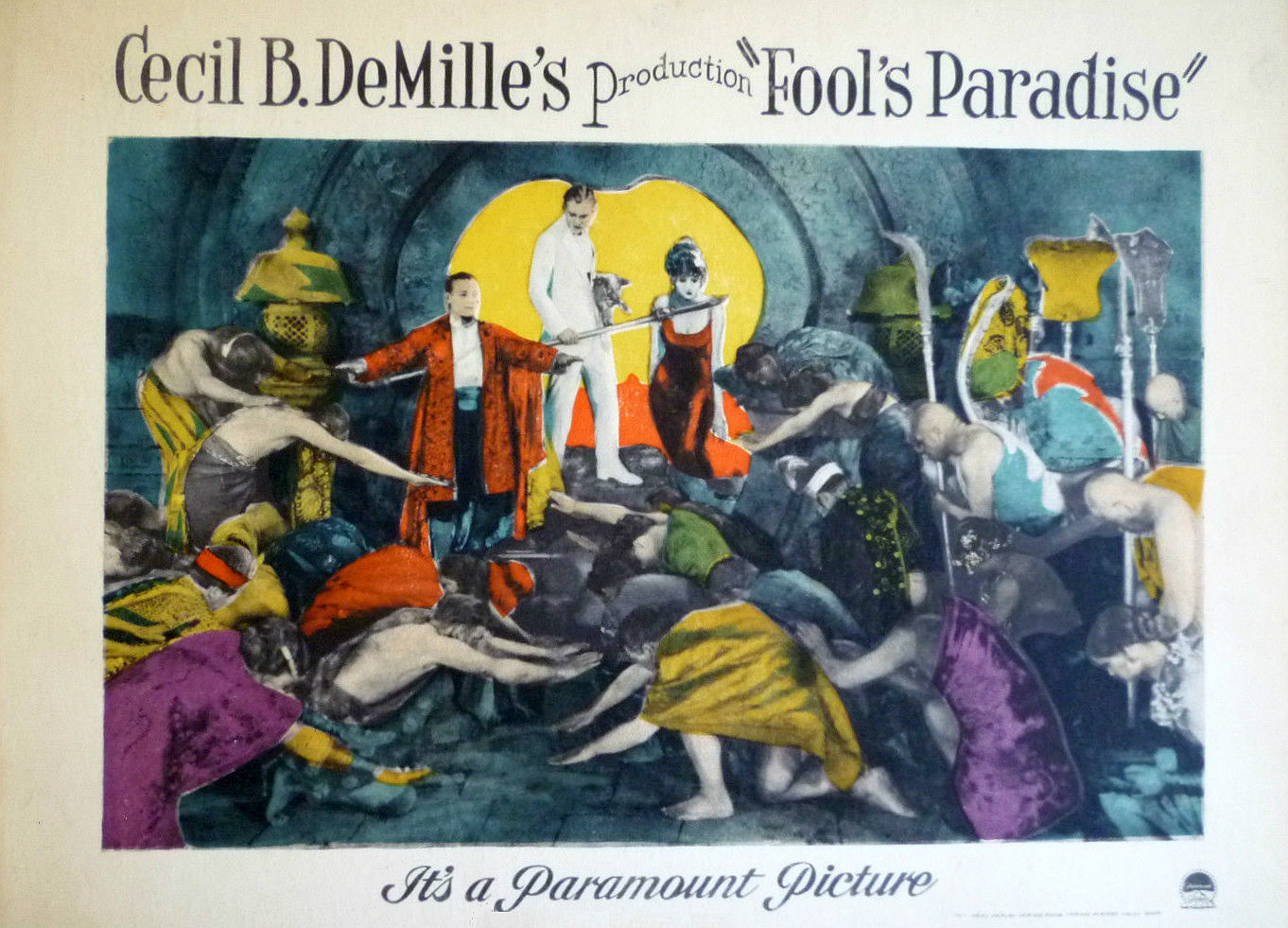
Carte de promotion du film

- Scénario :  Sada Cowan, Beulah Marie Dix d'après Laurels and the Lady de Leonard Merrick
- Producteur : Cecil B. DeMille
- Photographie : Alvin Wyckoff, Karl Struss
- Montage : Anne Bauchens
- Production : Famous Players-Lasky
- Distributeur : Paramount Pictures
- Durée : 9 bobines[1]
- Dates de sortie :
  - États-Unis : 9 décembre 1921
  - France : 5 janvier 1923[2]

## Distribution
- Dorothy Dalton : Poll Patchouli
- Conrad Nagel : Arthur Phelps
- Mildred Harris : Rosa Duchene
- Theodore Kosloff : John Roderiguez
- John Davidson : Prince Talaat-Ni
- Julia Faye : Samaran
- Clarence Burton : Manuel
- Guy Oliver : Briggs
- Jacqueline Logan : Girda
- Kamuela C. Searle : Kay
- Gertrude Short : enfant